# Trichoplusia elacheia
Trichoplusia elacheia là một loài bướm đêm trong họ Noctuidae.